# Carretera Estatal 99 entre Sur 60 y Sur 70
Carretera Estatal 99 entre Sur 60 y Sur 70 är en ort i Mexiko.   Den ligger i kommunen Valle Hermoso och delstaten Tamaulipas, i den östra delen av landet, 700 km norr om huvudstaden Mexico City. Carretera Estatal 99 entre Sur 60 y Sur 70 ligger 19 meter över havet och antalet invånare är 280.
Terrängen runt Carretera Estatal 99 entre Sur 60 y Sur 70 är mycket platt. Runt Carretera Estatal 99 entre Sur 60 y Sur 70 är det ganska tätbefolkat, med 134 invånare per kvadratkilometer. Närmaste större samhälle är Valle Hermoso, 18,4 km söder om Carretera Estatal 99 entre Sur 60 y Sur 70. Trakten runt Carretera Estatal 99 entre Sur 60 y Sur 70 består till största delen av jordbruksmark.